# Midgard

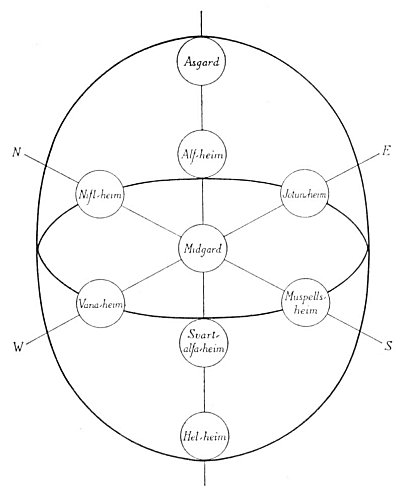
Diagram znázorňující devět světů severské mytologie s uprostřed položeným Midgardem

Midgard - (staroseversky Miðgarðr) je jeden z devíti světů severské mytologie. Tento svět se nachází uprostřed a proto se mu také někdy říká „středozem“. Je obýván lidmi a se světem bohů, Ásgardem, je spojen mostem Bifröstem.